# Rădinești, Gorj
Rădinești este un sat în comuna Dănciulești din județul Gorj, Oltenia, România.